# Steinhaus (Austria)
Steinhaus – gmina w Austrii, w kraju związkowym Górna Austria, w powiecie Wels-Land. Liczy 1960 mieszkańców (1 stycznia 2015).